# (18368) Flandrau
(18368) Flandrau est un astéroïde de la ceinture principale, de la famille de Hungaria.

## Description
(18368) Flandrau est un astéroïde de la ceinture principale, de la famille de Hungaria. Il présente une orbite caractérisée par un demi-grand axe de 1,93 UA, une excentricité de 0,05 et une inclinaison de 23,8° par rapport à l'écliptique.
L'astéroïde porte le nom du Centre scientifique et planétarium Flandrau, un musée scientifique et un planétarium situés à Tucson, en Arizona aux États-Unis.

## Compléments